# What if We Fall in Love
«What if We Fall in Love» —en español: Que si nos enamoramos— es una canción de hard rock escrita por Myles Goodwyn y se encuentra originalmente en el álbum Power Play de la banda canadiense April Wine,  publicado en 1982 por Aquarius Records y Capitol Records en Canadá y el resto del mundo respectivamente.

## Publicación y recepción
Este tema fue lanzado como sencillo solamente en Canadá en 1982 por Aquarius y Capitol, siendo el último del disco Power Play.  La canción de la cara B fue «Waiting for a Miracle» —«Esperando un milagro» traducido del inglés—, escrita también por Myles Goodwyn.
El sencillo no logró captar la atención del público canadiense y se quedó fuera de los listados de popularidad de la revista RPM Magazine.

## Lista de canciones

### Cara A
| side one |                           |               |          |  |
| N.º      | Título                    | Escritor(es)  | Duración |  |
| 1.       | «What if We Fall in Love» | Myles Goodwyn | 4:20     |  |

### Cara B
| side one |                         |               |          |  |
| N.º      | Título                  | Escritor(es)  | Duración |  |
| 2.       | «Waiting for a Miracle» | Myles Goodwyn | 4:00     |  |

## Créditos
- Myles Goodwyn — voz principal, guitarra y coros
- Brian Greenway — guitarra y coros
- Gary Moffet — guitarra y coros
- Steve Lang — bajo y coros
- Jerry Mercer — batería y percusiones